# Teba
Teba è un comune spagnolo di 4 301 abitanti situato nella comunità autonoma dell'Andalusia.